# Ел Серо де Андевало
Ел Серо де Андевало (на испански: El Cerro de Andévalo) е населено място и община в Испания. Намира се в провинция Уелва, в състава на автономната област Андалусия. Общината влиза в състава на района (комарка) Андевало. Заема площ от 287 km². Населението му е 2483 души (по преброяване от 2010 г.). Разстоянието до административния център на провинцията е 80 km.

## Демография
| 1996 | 1998 | 1999 | 2000 | 2001 | 2002 | 2003 | 2004 | 2005 | 2006 |
| ---- | ---- | ---- | ---- | ---- | ---- | ---- | ---- | ---- | ---- |
| 2785 | 2762 | 2760 | 2741 | 2719 | 2706 | 2700 | 2668 | 2636 |      |